# Propstei Zeiring

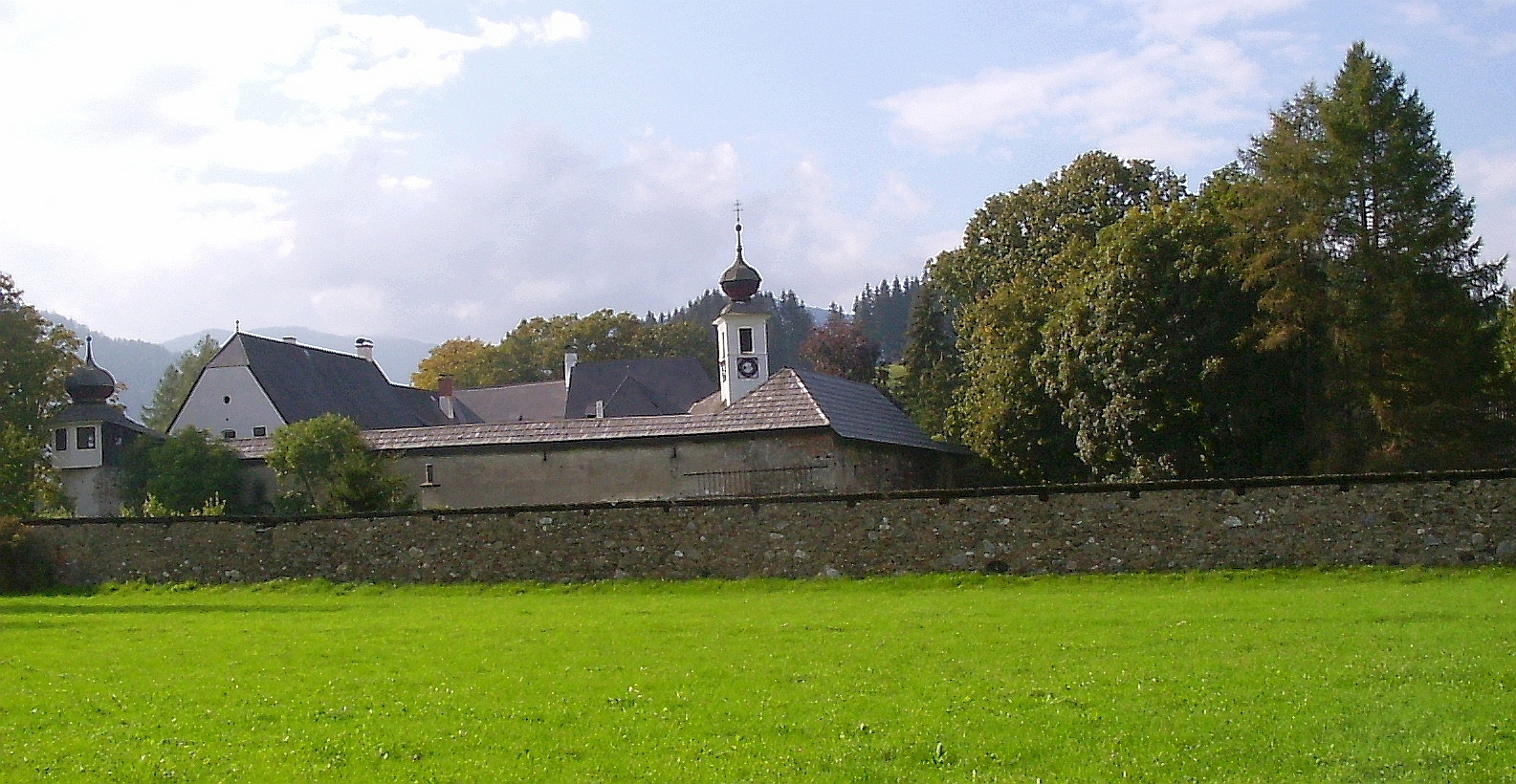
Propstei Zeiring

Die Propstei Zeiring ist eine ehemalige Klosteranlage in Unterzeiring im Oberen Murtal in der Steiermark. Die Propstei liegt nordwestlich des Ortes auf einem Plateau über der Pöls.

## Geschichte

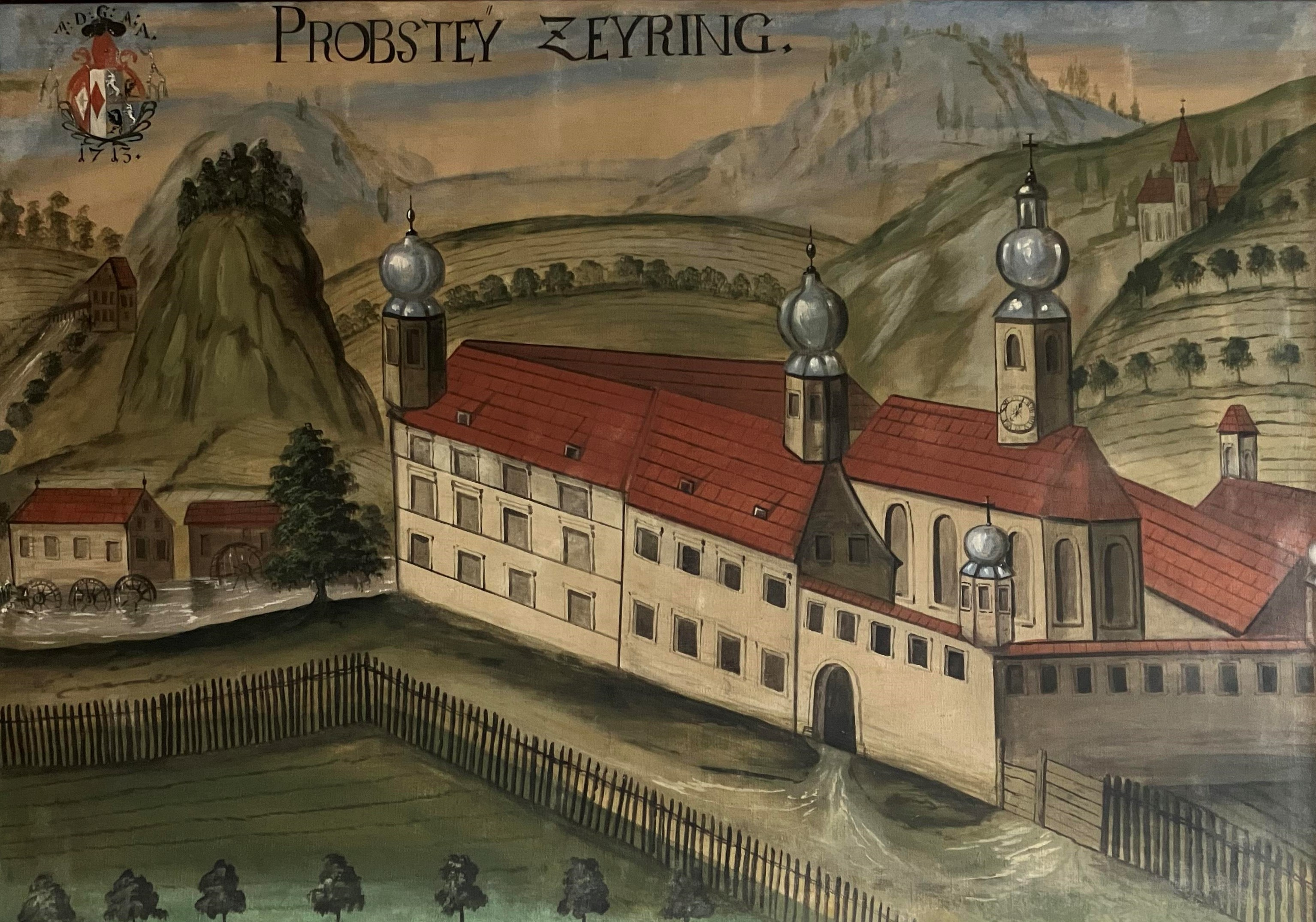
Propstei Zeiring, Gemälde von 1713

Die Propstei gehörte zur Grundausstattung des 1074 von Erzbischof Gebhard von Salzburg gegründeten Benediktinerstifts Admont und wurde in der Folgezeit der Verwaltungssitz der Admonter Güter und Liegenschaften im Pölstal. Die 1160 erstmals erwähnte, der hl. Agatha geweihte Kapelle wurde nach Ausweis des Wappens des Admonter Abtes Andreas von Stettheim 1424 neu errichtet. Im Türkeneinfall 1480 beschädigt, wurde sie 1493 durch Abt Leonhard von Stainach erneuert und 1495 durch den Seckauer Bischof Matthias Scheit geweiht. Im nachfolgenden Jahr 1496 hielten sich die Konventualen des Admonter Stifts aus Furcht vor einer Pestepidemie für 22 Wochen in der Propstei Zeiring auf.
1507–27 wurde die Anlage von den zur Admonter Bauhütte gehörenden Baumeistern Sigmund, Wolfgang Wunderlich und Ruprecht Nußdorfer erneuert. Ein weiterer Umbau erfolgte im 3. Viertel des 17. Jahrhunderts unter dem Admonter Abt Raimund Freiherr von Rehling.
Seit dem 19. Jahrhundert ist die ehemalige Propstei in Privatbesitz.

## Architektur

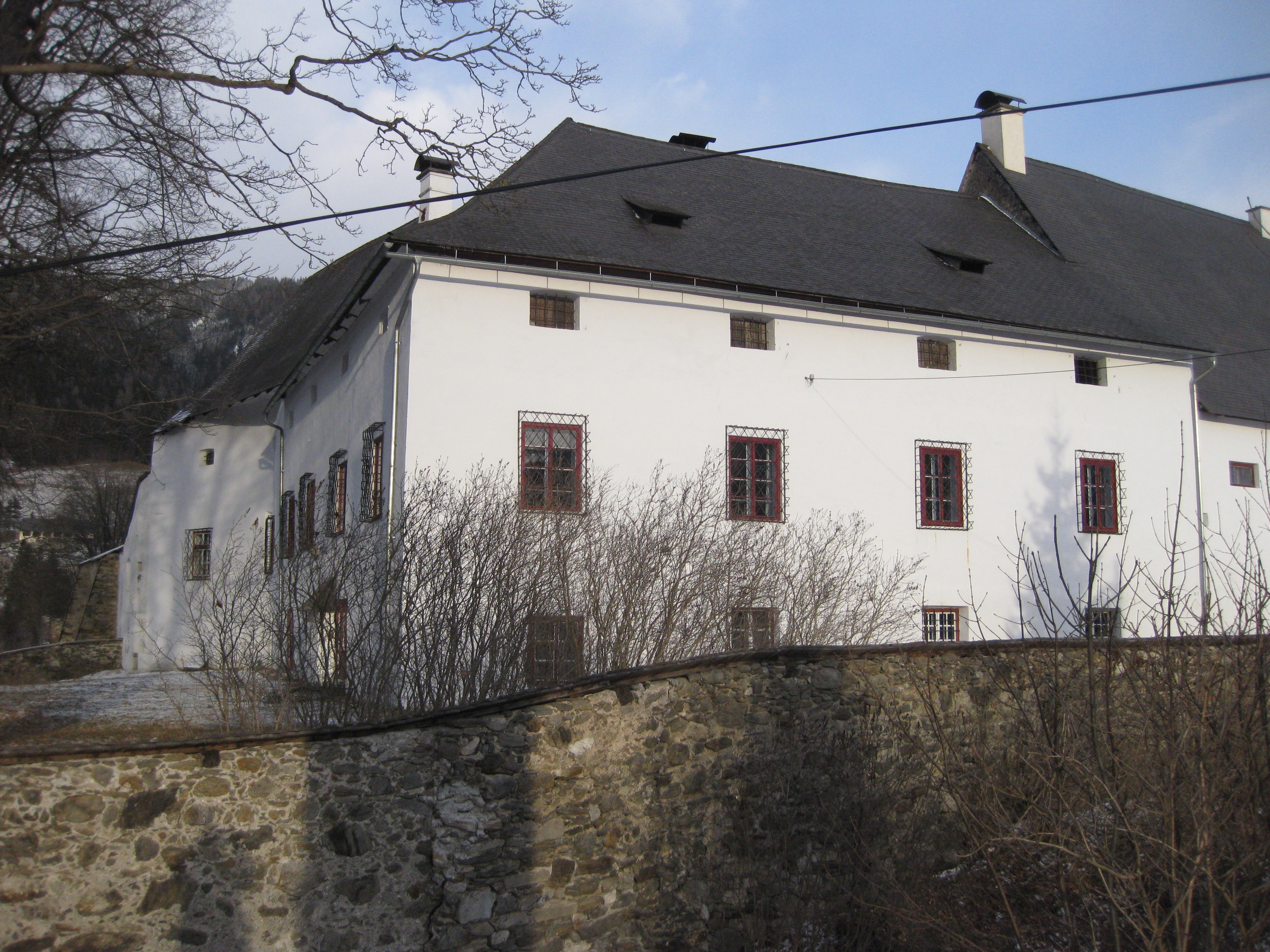
Eckfront am Goschgraben

Um einen großen Rechteckshof gruppieren sich die zwei Wohnflügel und Wirtschaftstrakte sowie winklig dazu im Hofraum die Kapelle. Geschlossen wird die Anlage durch hohe mit Schießscharten besetzte Wehrmauern, denen an der Südostecke ein achtseitiges Wichhaus (Bretesche) mit Zwiebelhelm aufgesetzt ist. Die gotische Kapelle ist als einfache dreijochige sterngewölbte Saalkirche mit nur wenig eingezogenem Polygonalchor angelegt, über dem Chorhaupt erhebt sich ein schlanker Dachreiter. Der Kirchenraum besitzt einen Hochaltar des 3. Viertels des 17. Jahrhunderts mit Wappenschild des Admonter Abtes Raimund von Rehling, gleichzeitig entstanden auch die beiden Nebenaltäre mit der Darstellung des Apostelabschieds und der Vierzehn Nothelfer.